# Jason Gann

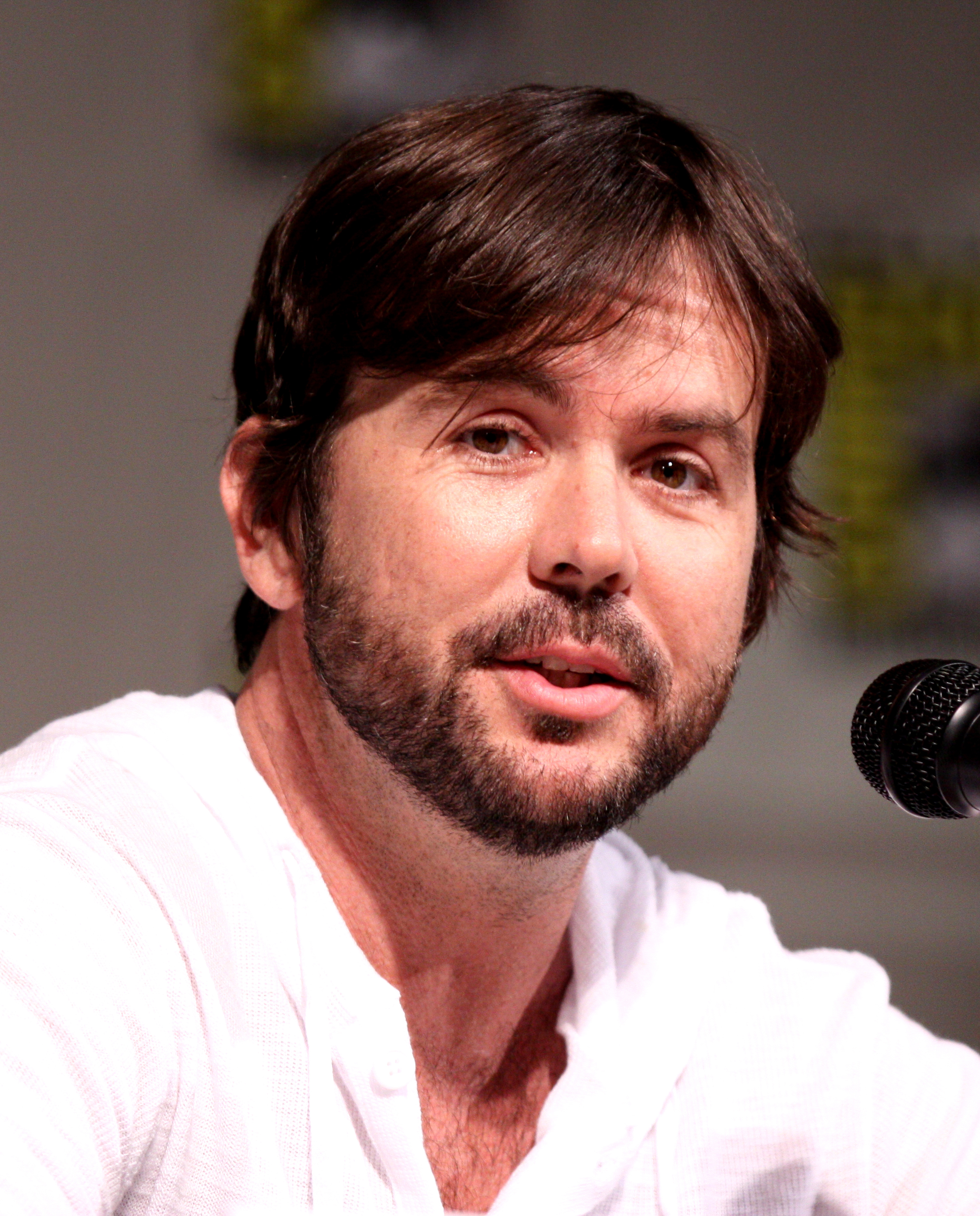
Jason Gann (2011)

Jason Gann (* 1971 in Brisbane, Queensland) ist ein australischer Schauspieler, Drehbuchautor und Filmproduzent.

## Frühes Leben
Jason Gann ist der Sohn eines Militär-Offiziers und einer Country-Sängerin. Er wuchs in Brisbane auf und entdeckte während seiner Schulzeit sein Talent und die Liebe zur Komödie.

## Karriere
Seine Liebe zur Komödie entwickelte Gann bereits in der Schule, wo er bei Theaterproduktionen mitwirkte. Nach der High-School zog es ihn an die University of Southern Queensland wo er Schauspielerei studierte. Zurück in Brisbane arbeitete Gann zunächst in einem Kindertheater in Bowen Hills und ergatterte nach und nach erste Rollen in größeren Produktionen. 1997 wurde er mit dem Del Arte Award for Best Male Actor ausgezeichnet.
Ab 2001 begann Gann erste Kurzfilme selbst zu schreiben und zu produzieren, die auf internationalen Festivals große Beachtung fanden. 2002 spielte er in dem Kurzfilm Wilfred von Regisseur Tony Rogers die Hauptrolle. Auch das Drehbuch hatte Gann mitverfasst. Der Streifen räumte einige nationale Preise ab und wurde 2003 sogar auf dem Sundance Film Festival gespielt.
2006 schrieb er 52 Episoden der Sketch-Show The Wedge in denen er auch die Hauptrolle spielte. Im folgenden Jahr spielte Gann die Hauptrolle in der australischen Sendung Wilfred, für die er mehrere Auszeichnungen erhielt.
Im Jahr 2010 verkaufte Renegade Films das australische Format von Wilfred an das amerikanische FX Network. Von 2011 bis 2014 hatte er vier Staffeln lang eine Hauptrolle in der Serie Wilfred. Die zweite Hauptrolle wurde von Elijah Wood gespielt.

## Privatleben
Gann ist seit dem 4. Februar 2013 mit dem spanischen Modell Alejandra Varela verheiratet. Am 13. August 2013 wurde ihr gemeinsamer Sohn geboren. Er ist ein prominenter Sprecher für mehrere Tierrechtsgruppen einschließlich der Stray Cat Allianz in Los Angeles. Im Jahr 2007 bekannte er sich schuldig einem Shuttle-Bus-Betreiber mehrfach ins Gesicht geschlagen zu haben, nachdem dieser Gann und seine Freundin im Regen stehen ließ.